# Malilipot
Malilipot è una municipalità di quarta classe delle Filippine, situata nella Provincia di Albay, nella Regione del Bicol.
Malilipot è formata da 18 baranggay:
- Barangay I (Pob.)
- Barangay II (Pob.)
- Barangay III (Pob.)
- Barangay IV (Pob.)
- Barangay V (Pob.)
- Binitayan
- Calbayog
- Canaway
- Salvacion
- San Antonio Santicon (Pob.)
- San Antonio Sulong
- San Francisco
- San Isidro Ilawod
- San Isidro Iraya
- San Jose
- San Roque
- Santa Cruz
- Santa Teresa